# Harold Thomas Herbert
 (janvier 2014).
Si vous disposez d'ouvrages ou d'articles de référence ou si vous connaissez des sites web de qualité traitant du thème abordé ici, merci de compléter l'article en donnant les références utiles à sa vérifiabilité et en les liant à la section « Notes et références ».
Harold (Hal) Thomas Herbert, né le 17 juin 1922 à Londres et mort le 25 juillet 2003, était chef de chantier, militaire et homme politique québécois.

## Biographie
Né en Angleterre, Harold Thomas Herbert joint la Royal Air Force en 1940 et suit sa formation de pilote au Canada durant l'année suivante. Pendant la Seconde Guerre mondiale il survole à bord de Spitfires dans le but de faire de la photo-reconnaissance en haute altitude. Pour ses années de service, il est décoré de la Distinguished Flying Cross (Croix de service distingué de l'Aviation).
Après la guerre, il étudie l'ingénierie en Écosse avant d'immigrer au Canada avec son épouse en 1948. Il devient partenaire dans une firme de construction basée à Montréal.
Élu en 1972 dans la circonscription de Vaudreuil sous la bannière du Parti libéral du Canada, il est réélu en 1974, 1979 et 1980. Il est défait en 1984 alors que le progressiste-conservateur Pierre H. Cadieux devient député de la circonscription.
Durant ses mandats, il est secrétaire parlementaire du Ministre des Travaux publics et du Ministre d'État chargé des Affaires urbaines de 1978 à 1979.

## Action politique
On lui doit d'avoir proposé une motion privée qui permit de modifier l'appellation Jour du Dominion (Dominion Day) en Fête du Canada (Canada Day) en 1982.